# Olympische Sommerspiele 1984/Teilnehmer (Barbados)
| Gelbes Symbol für Goldmedaillen mit stilisierten Olympischen Ringen | Graues Symbol für Silbermedaillen mit stilisierten Olympischen Ringen | Braundes Symbol für Bronzemedaillen mit stilisierten Olympischen Ringen |
| ------------------------------------------------------------------- | --------------------------------------------------------------------- | ----------------------------------------------------------------------- |
| —                                                                   | —                                                                     | —                                                                       |

Barbados nahm an den Olympischen Sommerspielen 1984 in Los Angeles, USA, mit einer Delegation von 16 Sportlern (13 Männer und drei Frauen) teil.

## Teilnehmer nach Sportarten

### Boxen
- Edward Pollard
Federgewicht: 17. Platz

- Edward Neblett
Mittelgewicht: 17. Platz

### Leichtathletik
- Anthony Jones
100 Meter: Vorläufe
4 × 100 Meter: Halbfinale

- John Mayers
200 Meter: Viertelfinale
4 × 100 Meter: Halbfinale

- Elvis Forde
400 Meter: Halbfinale

- David Peltier
400 Meter: Viertelfinale
4 × 400 Meter: 6. Platz

- Richard Louis
400 Meter: Vorläufe
4 × 400 Meter: 6. Platz

- Hamil Grimes
4 × 100 Meter: Halbfinale

- Clyde Edwards
4 × 100 Meter: Halbfinale
4 × 400 Meter: 6. Platz

- Carlon Blackman
Frauen, 400 Meter: Vorläufe

- Cheryl Blackman
Frauen, 4 × 400 Meter: Vorläufe

### Radsport
- Charles Pile
Sprint: 5. Runde
1000 Meter Zeitfahren: 19. Platz

### Schwimmen
- Harry Wozniak
200 Meter Schmetterling: 32. Platz
200 Meter Lagen: 37. Platz
400 Meter Lagen: 19. Platz

### Segeln
- Bruce Bayley
Star: 19. Platz

- Howard Palmer
Star: 19. Platz

### Synchronschwimmen
- Chemene Sinson
Einzel: 11. Platz